# 루크 피어슨

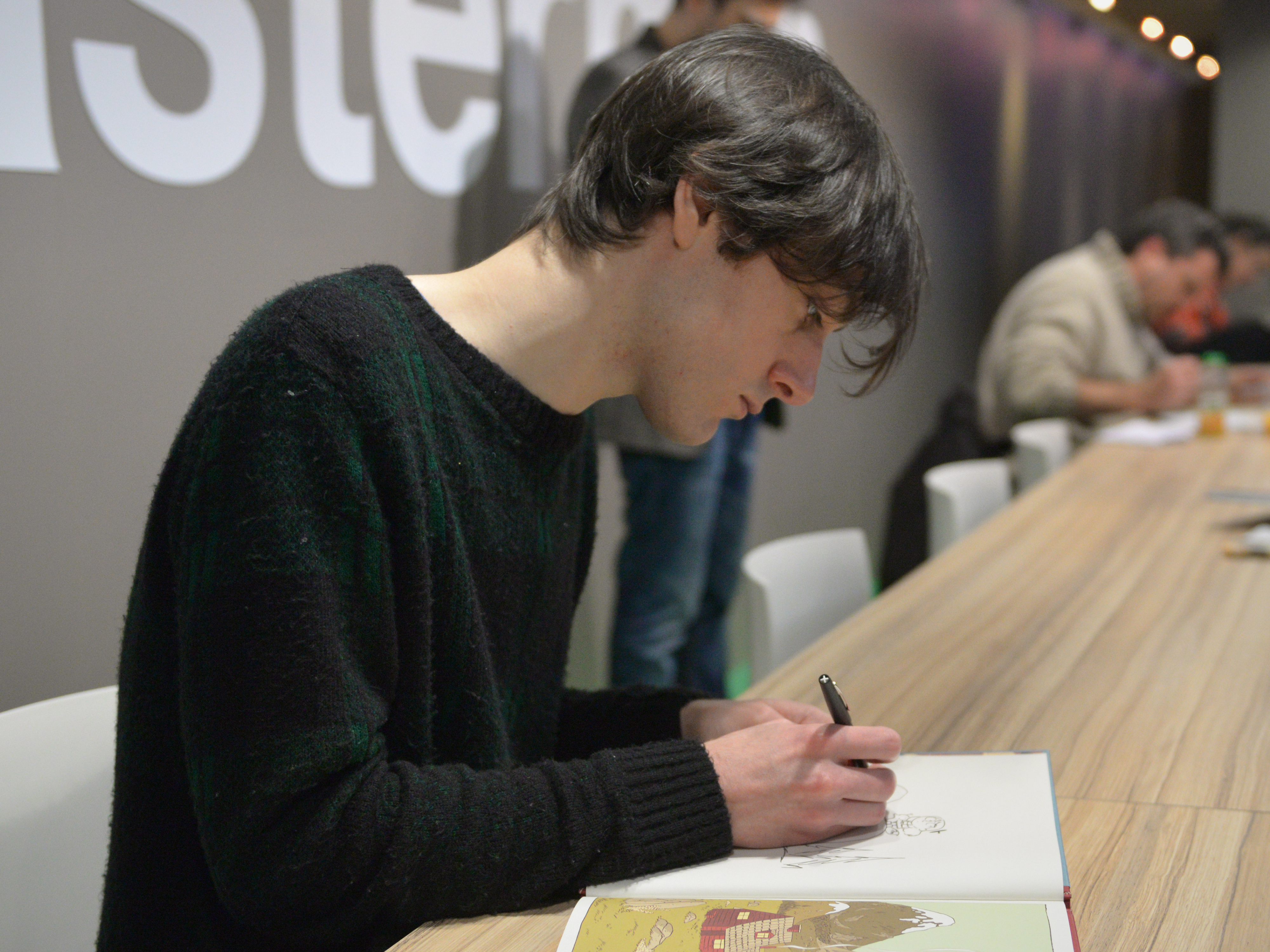

루크 피어슨(영어: Luke Pearson)은 영국의 만화가이다. 대표작으로 노브로우 출판사의 《힐다》(Hilda) 시리즈가 있다. 카툰 네트워크의 텔레비전 애니메이션 《어드벤처 타임》 스토리보드 제작에 다섯 시즌부터 참여하고 있다.